# Matías de Cuéllar
Matías de Cuéllar (Cuéllar, ? – Toledo, abril de 1627) fue un religioso, teólogo y escritor español que participó en las fundaciones de los conventos mercedarios de La Merced de Écija y Santa Catalina de Toledo.
Nació en la villa segoviana de Cuéllar en fecha desconocida y profesó en el convento de la Merced de Segovia el 21 de diciembre de 1572. Fue elegido provincial de Castilla de la Orden de la Merced el 26 de abril de 1603 y fundó los conventos de La Merced de Écija y de Santa Catalina de Toledo.
Fue redentor de cautivos, encontrándose ya en Tetuán en 1607, rescatando del poder de los moros y turcos a un total de 404 personas. Falleció en el convento de la Merced de Toledo en el mes de abril de 1627, después de haber escrito varias obras eclesiásticas.